# 10 motivi
10 motivi è il terzo album discografico dei Velvet, pubblicato nel 2005.

## Tracce
1. Dovevo dirti molte cose
2. Luciano ti odio
3. Miele
4. Ti direi
5. Sette secondi
6. Un altro brutto giorno
7. Miss America
8. Il mondo è fuori
9. 24h
10. Non è sempre un gioco
11. I tuoi guai (e ne hai)
12. Confessioni di una mente pericolosa (bonus track)

## Formazione
- Pierluigi Ferrantini - voce e chitarra
- Alessandro Sgreccia - chitarra
- Pierfrancesco Bazzoffi - basso
- Giancarlo Cornetta - batteria